# Montjean, Charente
Montjean är en kommun i departementet Charente i regionen Nouvelle-Aquitaine i västra Frankrike. Kommunen ligger  i kantonen Villefagnan som ligger i arrondissementet Confolens. År 2022 hade Montjean 251 invånare.

## Befolkningsutveckling
Antalet invånare i kommunen Montjean
Referens:INSEE